# بروس بارون
بروس بارون (بالإنجليزية: Bruce Baron)‏ هو ممثل أمريكي، ولد في 15 نوفمبر 1949 بنيويورك في الولايات المتحدة، وتوفي في 13 أبريل 2013 في الولايات المتحدة.

## وصلات خارجية
- بروس بارون على موقع IMDb (الإنجليزية)
- بروس بارون على موقع أول موفي (الإنجليزية)
- بروس بارون على موقع قاعدة بيانات الفيلم (الإنجليزية)